# 瑪格達萊娜·西比拉 (黑森-達姆施塔特)
瑪格達萊娜·西比拉（德語：Magdalena Sibylla，1652年4月28日—1712年8月11日），符騰堡公爵夫人，黑森-達姆施塔特伯爵路德維希六世的女兒。

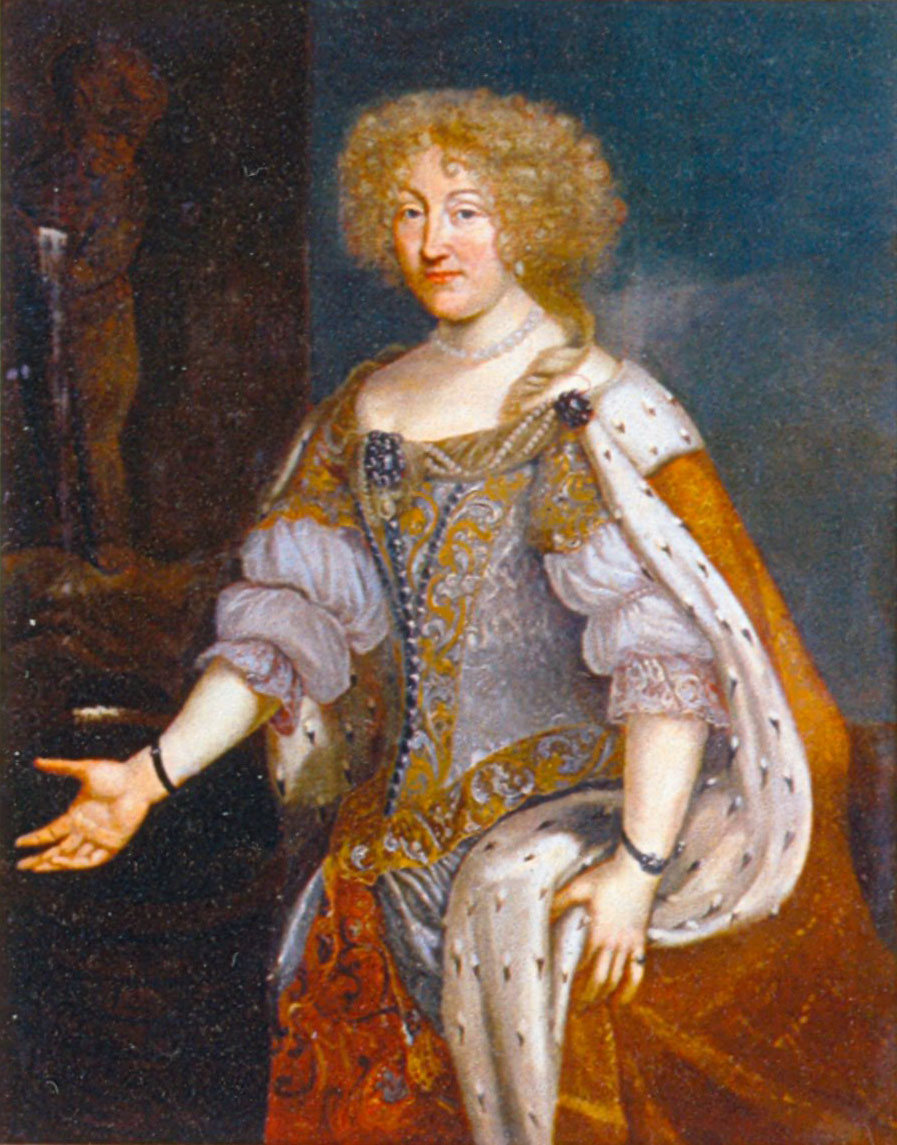
瑪格達萊娜·西比拉

## 家庭
1673年，瑪格達萊娜·西比拉與符騰堡的威廉·路德維希結婚，兩人共有1子2女：
1. 埃伯哈迪妮·路易絲（1675年—1707年）
2. 埃伯哈德·路德維希（1676年—1733年）
3. 瑪格達萊娜·威廉明妮（1677年—1742年）